# Frank D. Robinson
Franklin D. "Frank" Robinson (Whidbey Island, 1 de enero de 1930-12 de noviembre de 2022) fue un ingeniero aeronáutico estadounidense, el fundador, así como el expresidente y director ejecutivo de la compañía Robinson Helicopter de Torrance, California.

## Biografía
Frank Robinson nació en Whidbey Island, Washington y recibió su licenciatura en ingeniería de la Universidad de Washington en el año 1957, graduándose posteriormente como ingeniero aeronáutico en la Universidad de Wichita.
Inició su andadura profesional en el año 1957 en la Cessna Aircraft Company, trabajando en el helicóptero cuatriplaza  Cessna CH-1. Después de 3 años y medio en Cessna, se pasó un año trabajando en la certificación del Umbaugh U-17 y 4 años y medio para la McCulloch Aircraft Corporation realizando diseños de helicópteros de bajo coste. Robinson trabajó después durante un año para Kaman Aircraft. Después de Kaman, fue a parar a Bell Helicopter, y en 1969 se acabó pasando a Hughes Helicopter trabajando en diferentes proyectos de investigación y desarrollo, incluyendo entre estos un nuevo rotor de cola para el Hughes 500.
Robinson abandonó Hughes en 1973 para fundar su propia compañía, la Robinson Helicopter Company. El negocio lo registró en su propio domicilio, en donde también comenzaría a diseñar su primer helicóptero, el R22. EL primer prototipo del R22 se fabricó en un hangar situado en el Aeropuerto de Torrance, el cual realizó su primer vuelo en agosto de 1975, con el propio Robinson a los mandos. El 10 de agosto de 2010, Frank Robinson anunció su retiro como presidente y director ejecutivo de la Robinson Helicopter Company.